# Mirai no Kakera
"Mirai no Kakera" (未来の破片) je prvi singl japanskog rock sastava Asian Kung-Fu Generation s njihovog debitantskog studijskog albuma Kimi Tsunagi Five M. Singl je objavljen 6. kolovoza 2003. te se nalazio na 34. mjestu Oriconove ljestvice. Tekst je napisao pjevač Masafumi Gotō. Pjesma Entrance s B-strane je kasnije uvrštena na kompilaciju Feedback File. 
Videospot za singl je režirao Suguru Takeući.

## Popis pjesama
1. "Mirai no Kakera" (未来の破片, "Mirai no Kakera")
2. "Entrance" (エントランス, "Entoransu")
3. "Sono Wake o" (その訳を, "Sono Wake o")

## Produkcija
- Masafumi Goto - vokal, gitara
- Kensuke Kita - gitara, prateći vokal
- Takahiro Yamada – bas, prateći vokal
- Kijoši Iđići – bubnjevi
- Asian Kung-Fu Generation – producent

## Ljestvica
| Godina | Ljestvica | Najviša pozicija |
| ------ | --------- | ---------------- |
| 2003.  | Oricon    | 34               |